# Jennifer Coolidge
Jennifer Coolidge, född 28 augusti 1961 i Boston i Massachusetts, är en amerikansk skådespelare, främst känd för sin roller i komedier på film och tv.
Coolidge blev först känd genom sina biroller i American Pie-filmerna (1999–2012) och Legally Blonde-filmerna (2001–2003). Hon har även återkommande medverkat i flera av Christopher Guests mockumentary-filmer, som  A Mighty Wind (2003) och Mascots (2016). Andra filmer hon medverkat i är exempelvis En askungesaga (2004), Click (2006), Date Movie (2006), Epic Movie (2007) och Promising Young Woman (2020).
För tv har Coolidge medverkat i situationskomedier som Joey (2004–2006), The Secret Life of the American Teenager (2008—2012) och 2 Broke Girls (2011—2017). Mest uppmärksammad har hon dock blivit för sin roll som Tanya McQuoid i HBOs serie The White Lotus (2021—2022), som hon prisats för, både med en Primetime Emmy Award och en Golden Globe.

## Tidigt liv
Coolidge föddes i Boston, Massachusetts, som dotter till Gretchen (född Knauf) och Paul Constant Coolidge. Hon växte sedan upp i Norwell, Massachusetts. Coolidge spelade klarinett och gick på orkesterläger under tre somrar som barn. Hon gick på Norwell High School, Cambridge School of Weston och fortsatte sedan med universitetsstudier vid Emerson College i Boston och studier vid American Academy of Dramatic Arts i New York City. Medan Coolidge studerade i New York arbetade hon samtidigt som servitris tillsammans med en annan blivande skådespelare, Sandra Bullock.

## Karriär

### 1993–1999: Tidig karriär
Under denna period spelade Coolidge biroller i flera komedier och gjorde gästroller på tv. Sitt första framträdande på tv gjorde hon i Seinfeld-avsnittet "The Masseuse". Hon hade småroller i filmer som A Bucket of Blood (1995), Plump Fiction (1997) och A Night at the Roxbury (1998). Hon gjorde även rösten för den återkommande rollen Miss Kremzer, Luanne Platters skönhetslärare, i den tecknade serien King of the Hill. Vid den här tiden arbetade Coolidge även med improvisations- och komikergruppen The Groundlings i Los Angeles.

### 1999–2006: Genombrott
År 1999 fick Coolidge sitt stora genombrott i rollen som Jeanine Stifler, eller "Stiflers mom" i American Pie. Filmen blev en global succé. År 2001 gjorde hon samma roll i uppföljaren American Pie 2. Senare samma år hade hon en biroll i Legally Blonde som manikyristen Paulette Bonafonté Parcelle. Denna film gjorde också succé varför det kom en uppföljare 2003. Legally Blonde 2 blev dock inte en lika stor framgång och fick mest negativ kritik. 2003 spelade hon återigen Jeanine Stifler i American Pie – The Wedding och samma år spelade hon även artistagent för huvudpersonen i Testosterone, filmad i Argentina, tillsammans med bland andra David Sutcliffe och Antonio Sabato, Jr.
År 2004 hade hon en biroll i den romantiska komedin En askungesaga som även den blev en stor kassasuccé trots negativ kritik.
Vid den här tiden var Coolidge också nära att få rollen som Lynette Scavo i tv-serien Desperate Housewives, men den gick till slut istället till Felicity Huffman.
Åren 2004–2006 spelade Coolidge rollen som Joey Tribbianis agent Roberta "Bobbie" Morganstern i komediserien Joey. Under andra säsongen gick hon från att bara vara en återkommande karaktär till en mer framträdande roll, och medverkade till slut i 37 av seriens 46 avsnitt.
Coolidge medverkade även i sista säsongen av Vänner i rollen som Amanda, en bekant som Phoebe Buffay och Monica Geller försöker undvika att träffa. Hon medverkade även i Jims värld, i ett avsnitt av Sex and the City och i Frasier, där hon spelade Frederica, Martin Cranes nya fysioterapeut. Coolidge medverkade också i barnkomedin Slappy and the Stinkers och gjorde rösten till moster Fanny i den animerade filmen Robotar.
I slutet av 2005 erbjöds Coolidge att bli medlem i Academy of Motion Picture Arts and Sciences. År 2006 gästspelade hon i ett avsnitt av den amerikanska realityserien Top Chef och spelade Adam Sandlers frus vän, Janine, i komedifilmen Click. Åren 2000 till 2006 spelade hon komiska roller i Christopher Guests mockumentärer Best in Show, A Mighty Wind och For Your Consideration, där skådespeleriet bottnar i improvisation.

### 2006–2011: Biroller i komedier och tv
Coolidge dök 2006 upp i filmen Date Movie, där hon gör en parodi på Barbra Streisands roll i Familjen är värre. Filmen fick negativ kritik och på Rotten Tomatoes hamnade den på 77:e plats av de 100 sämsta filmerna under 2000-talet, med ett betyg på bara 6%.
År 2007 släpptes Epic Movie som gjordes av samma personer som bakom Date Movie, vilket var första filmen där hon hade en huvudroll. I filmen spelar hon "White Bitch" (den vita häxan) från Gnarnia (Narnia), och filmen parodierar Disneys Berättelsen om Narnia: Häxan och lejonet.
Under 2007 medverkade Coolidge i de amerikanska tv-serierna Thank God You're Here och The Closer, på TNT. År 2008 gästspelade hon som call girl i The Secret Life of the American Teenager. Under andra säsongen av serien var hon en ofta återkommande karaktär, då hon spelade Bens pappas fästmö och Bens framtida styvmor. Samma år medverkade hon även i tv-filmen Living Proof och i filmen Soul Men.
År 2009 spelade Coolidge i Werner Herzogs drama Bad Lieutenant: Port of Call New Orleans, i rollen som Genevieve McDonagh. Filmen hade premiär den 9 september 2009 på Filmfestivalen i Venedig. Samma år spelade hon även tillsammans med Heather Graham och Amber Heard i ExTerminators, en svart komedi om några kvinnor som revolterar och hämnas på sina missbrukande män.
År 2010 medverkade Coolidge i ytterligare en tv-film med Hilary Duff, med titeln Beauty & the Briefcase, som baserades på romanen Diary of a Working Girl av Daniella Brodsky. Filmen släpptes sedan på DVD och Blu-ray.

### 2011–2019:American Reunion,2 Broke Girlsoch andra roller

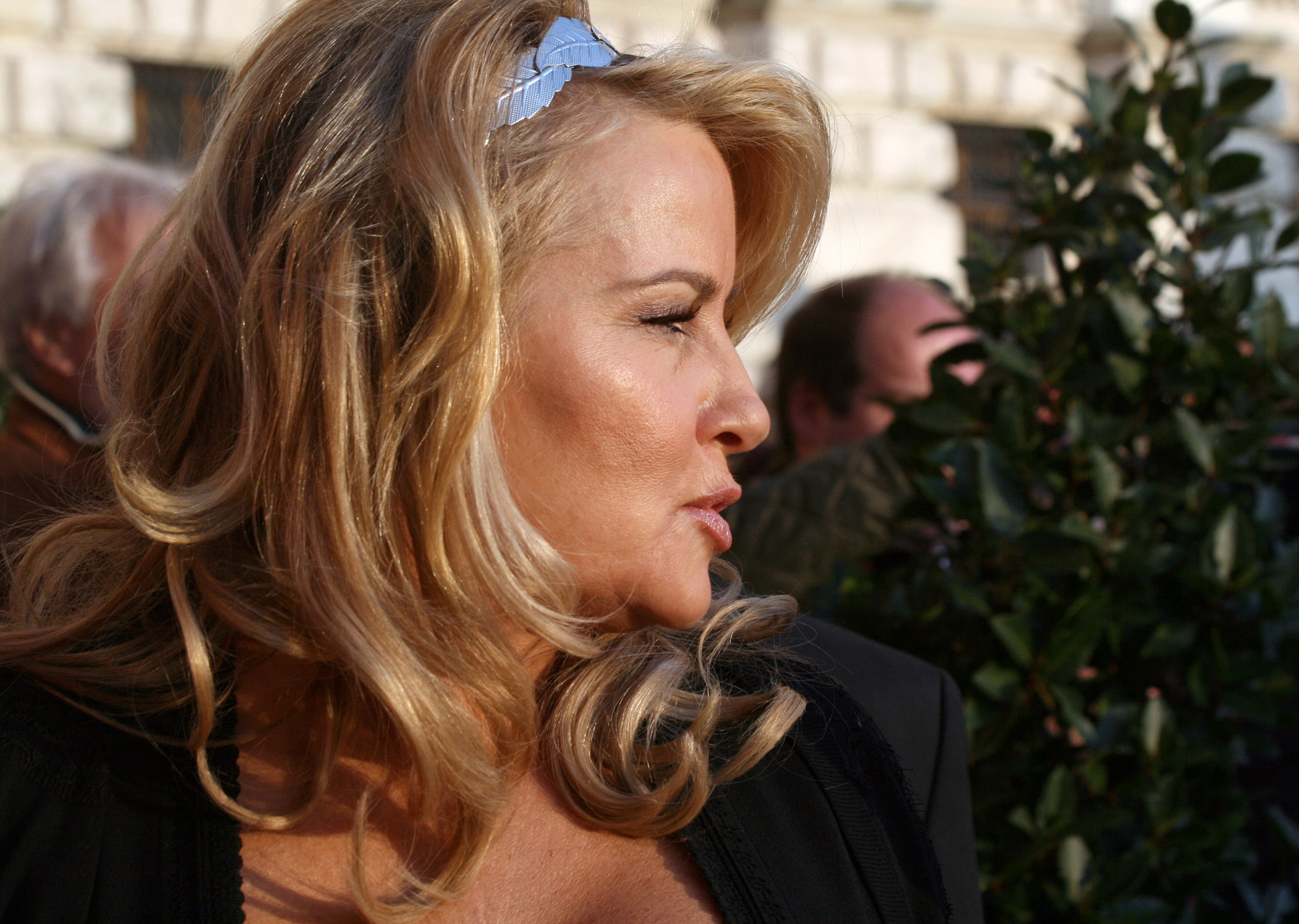
Jennifer Coolidge, 2012.

Coolidge återupptog sin roll som Stiflers mom i en "American Pie"-uppföljare med premiär den 6 april 2012 i Nordamerika.
I juni 2011 kurerade Coolidge en konstutställning med Blake Nelson Boyd i New Orleans.
Samma månad började hon göra standup och senare vara värd för "Women in Film" på Beverly Hills Hotel, vilket gick så bra, att hon bestämde sig för att sätta samman en show. Under två år turnerade hon med den över stora delar av USA och även internationellt, bland annat i Skottland.
I oktober 2011 gjorde Coolidge en återkommande roll i CBS:s situationskomedi Två panka tjejer i rollen som Sophie Kaczyński, en polsk granne till de två huvudkaraktärerna. I och med andra säsongen fick hon en huvudroll som hon behöll fram tills att serien lades ned 2017.
Under 2013 gjorde hon rösten som Carol Sue i DreamWorkss B.O.O.: Bureau of Otherworldly Operations men av oklar anledning släpptes aldrig filmen. Samma år spelade hon tillsammans med Megan Mullally i Alexander and the Terrible, Horrible, No Good, Very Bad Day.
År 2014 gjorde hon en röstroll i Hell and Back och en cameo i Alvin och gänget: Gasen i botten. År 2016 dök hon upp i Mascots, regisserad av
Christopher Guest. Året därpå lånade Coolidge sin röst för att gestalta Mary Meh i The Emoji Movie och 2018 gjorde hon ett framträdande i Ariana Grandes musikvideo till låten "Thank U, Next".

### 2020 – nutid:The White Lotus
År 2020 spelade hon huvudrollen i Paramount Pictures Like a Boss, tillsammans med Tiffany Haddish, Rose Byrne och Salma Hayek. Coolidge hade även en biroll i Emerald Fennells regidebut Promising Young Woman som mamma till Carey Mulligans karaktär Cassie.
I oktober 2020 spelade Coolidge rollen som Tanya, en nervöst lagd kvinna på semester, i Mike Whites komiska dramaserie The White Lotus. Serien hade premiär i juli 2021 och fick mycket positiv kritik, där framförallt Coolidge rosades och vann en Primetime Emmy Award för sin prestation. Coolidge repriserade rollen även i andra fristående säsongen av The White Lotus.
2021 spelade hon i den romantiska julkomedin Single All the Way tillsammans med Michael Urie, Philemon Chambers och Kathy Najimy. och 2022 spelade hon huvudrollen i Netflixs miniserie The Watcher tillsammans med Naomi Watts och Bobby Cannavale.

## Filmografi (i urval)
- 1998 – A Night at the Roxbury
- 1999 – Austin Powers: The Spy Who Shagged Me
- 1999 – American Pie
- 2000 – Best in Show
- 2001 – American Pie 2
- 2001 – Zoolander
- 2001 – Legally Blonde
- 2003 – American Pie – The Wedding
- 2003 – Vänner (TV-serie), avsnitt The One with Ross's Tan (gästroll)
- 2003 – Legally Blonde 2
- 2004 – En askungesaga
- 2004 – Lemony Snickets berättelse om syskonen Baudelaires olycksaliga liv
- 2004 – Joey (TV-serie)
- 2005 – Robotar (röst)
- 2006 – Date Movie
- 2006 – American Dreamz
- 2006 – Click
- 2007 – Epic Movie
- 2008 – The Secret Life of the American Teenager (TV-serie)
- 2008 – Dr. Dolittle: Tail to the Chief
- 2008 – Igor
- 2008 – Soul Men
- 2009 – Bad Lieutenant: Port of Call New Orleans
- 2010 – Beauty & the Briefcase
- 2011–2017 – Två panka tjejer (TV-serie)
- 2012 – American Reunion
- 2013 – Austenland
- 2017 – The Emoji Movie (röst)
- 2019 – Promising Young Woman
- 2020 – Like a Boss
- 2020–2022 – The White Lotus (TV-serie)
- 2022 – The Watcher (TV-serie)
- 2024 – Monster på jobbet (TV-serie) (röst)
- 2024 – Riff Raff
- 2025 – A Minecraft Movie